# علي أحمد الكواري
علي بن أحمد بن زايد الكواري سياسي قطري، يشغل منصب وزير المالية منذ أكتوبر 2021 خلفًا لعلي شريف العمادي، وهو رئيس مجلس إدارة بنك قطر للتنمية، ونائب رئيس مجلس الإدارة في هيئة قطر، وعضو مجلس بورصة قطر، وعضو مجلس الإدارة في قطر للبترول والناقلات، ومجلس قطر للتطوير والبحوث والابتكار.
اسم الولاده / علي بن احمد بن زايد آل جهام الكواري
خواله هم ابناء علي بن عمران الكواري ومنهم
عبدالعزيز بن علي بن عمران الكواري رحمه الله
عمران بن علي بن عمران الكواري رحمه الله
احمد بن علي بن عمران الكواري رحمه الله
عبدالله بن علي بن عمران الكواري رحمه الله
جابر بن علي بن عمران الكواري رحمه الله
مهنا بن علي بن عمران الكواري اطال الله في عمره
عجلان بن علي بن عمران الكواري اطال الله في عمره
والكثير

## المؤهلات العلميّة
حاصل على ماجستير في علوم نظام إدارة المعلومات عام 1987 من جامعة سياتل باسيفيك في الولايات المتحدة، وبكالوريوس في الرياضيات وعلوم الحاسوب عام 1984 من جامعة شرق واشنطن. كما أنهى برامج تنفيذية في كلية وارتون للأعمال وكلية لندن للأعمال وجامعة كامبريدج وجامعة ديوك.

## الحياة العمليّة
انضم الكواري إلى بنك قطر الوطني عام 1988، وشغل منصب المدير العام التنفيذي ورئيس الأعمال للمجموعة في البنك، وفي 9 يوليو 2013، أصبح الكواري الرئيس التنفيذي للمجموعة، ويرأس الكواري المجلس الاستشاري لماستركارد الشرق الأوسط وشمال أفريقيا، وهو أيضًا رئيس مجلس إدارة QNB Capital وQNB Privée Suisse في سويسرا وكذلك نائب رئيس مجلس إدارة بورصة قطر.